# Église Sainte-Thérèse-de-l'Enfant-Jésus de Francilly-Selency
L'église Sainte-Thérèse-de-l'Enfant-Jésus de Francilly-Selency est une église située à Francilly-Selency, en France.

## Localisation
L'église est située sur la commune de Francilly-Selency, dans le département de l'Aisne.